# شارل دو فوكو
شارل دو فوكو (بالفرنسية: Charles de Foucauld)‏ (ولد 15 سبتمبر 1858 م – 1 ديسمبر 1916 م) راهب وقسيس كاثوليكي فرنسي، عاش فترة من عمره بين الطوارق في الصحراء الكبرى جنوب الجزائر. اغتيل عام 1916 م خارج أبواب الحصن الذي بني له بحماية الطوارق في تمنغست، وقد اعتبرته الكنيسة الكاثوليكية شهيدا. أفكاره وكتاباته كان لها دور في تأسيس «أخوة يسوع الصغار» من بين كل الأبرشيات الدينية الأخرى. تم تأبينه في 13 نوفمبر عام 2005 م من قبل البابا بندكت السادس عشر.

## سيرته
ولد شارل دو فوكو 15 سبتمبر 1858 م في بيت يقع في حي برولي، في مدينة ستراسبورغ الفرنسية. هذا البيت هدم مع بيتين آخرين لإفساح المجال لبناء فرع البنك المركزي الفرنسي في ستراسبورغ.
شارل دو فوكو كان ضابطا تابعا للجيش الفرنسي في شمال إفريقيا، حيث كان المكان الأول الذي نمى فيه مشاعره عن الصحراء والعزلة. في عودته التالية إلى فرنسا، وبحلول نهاية شهر أكتوبر من عام 1886 م، في عمر الثامنة والعشرين، كانت التجربة الانتقالية في حياته في كنيسة القديس أوغسطين في باريس.
انضم إلى أخوية الرهبان السسترسيون عام 1890 م في فرنسا أولا، ثم في قرية أكبز على الحدود السورية التركية، لكنه تركها في عام 1897 م؛ لأداء رسالة دينية غير معروفة في الناصرة. بدأ في إمامة حياة الزهد للصلاة بالقرب من دير بور كليرس، وقد رشح ليمنح سر الكهنوت. وفي عام 1901 م وفي عمر الثالثة والأربعين منح سر الكهنوت في فيفيرز في فرنسا، ثم عاد إلى الصحراء في الجزائر الفرنسية وعاش حياة نسكية فعلية. أقام أولا في بني عباس بالقرب من الحدود المغربية، حيث بنى صومعة صغيرة للتعبد والضيافة، التي أشير إليها لاحقا باسم «الأخوية».
فيما بعد انتقل للعيش مع الطوارق في تمنغست في جنوب الجزائر. هذه المنطقة تعد مركزية في الصحراء، حيث توجد بها جبال آهقار. اعتاد شارل أن يرتاد أعلى نقطة في المنطقة «أسكرام» كمكان للاعتكاف. عاش بالقرب من الطوارق وشاركهم متاعبهم. وقضى عشر سنوات يدرس لغة الطوارق وتقاليدهم وثقافتهم. وتعلم اللغة الطارقية وشرع في تأليف قاموس للمفردات وقواعد اللغة. مخطوطة قاموسه نشرت بعد وفاته في أربع مجلدات، وصار القاموس معروفا من بين القواميس الأمازيغية الأخرى، بسبب غناه وما يحتويه من أوصاف دقيقة. صاغ شارل فكرة تأسيس معهد ديني، والذي أصبح حقيقة فقط بعد وفاته، تحت اسم «أخوة يسوع الصغار».
في الأول من ديسمبر 1916 م، أخرج شارل دوفوكو بالقوة من حصنه في تمنغست من قبل عصابة مسلحة من قطاع الطرق بقيادة إلمدني أغ سوبا، الذي كان على اتصال بالسنوسيين. كانت نيتهم اختطاف شارل دو فوكو، لكن عندما علم بأمرهم اثنين من الحرس، أحد قطاع الطريق فزع (سيرمي أغ ثورا في الخامسة عشر من عمره) أطلق على رأس شارل دو فوكو النار فأرداه قتيلا فورا. جريمة القتل شهدها بول مبارك، عربي إفريقي كان عبدا سابقا حرره شارل دو فوكو وعلمه. السلطات الفرنسية استمرت سنوات تبحث عن قطاع الطريق أولئك، وفي عام 1943 م هرب إلمدني من القوات الفرنسية في ليبيا بعيدا إلى جنوب فزان، أما سيرمي أغ ثورا فقبض عليه وأعدم في جانت في عام 1944 م.
تم تأبين شارل دو فوكو من قبل البابا بندكت السادس عشر في 13 ديسمبر عام 2005 م،  وعد شهيدا في شعائر الكنيسة الكاثوليكية.

## معرض الصور

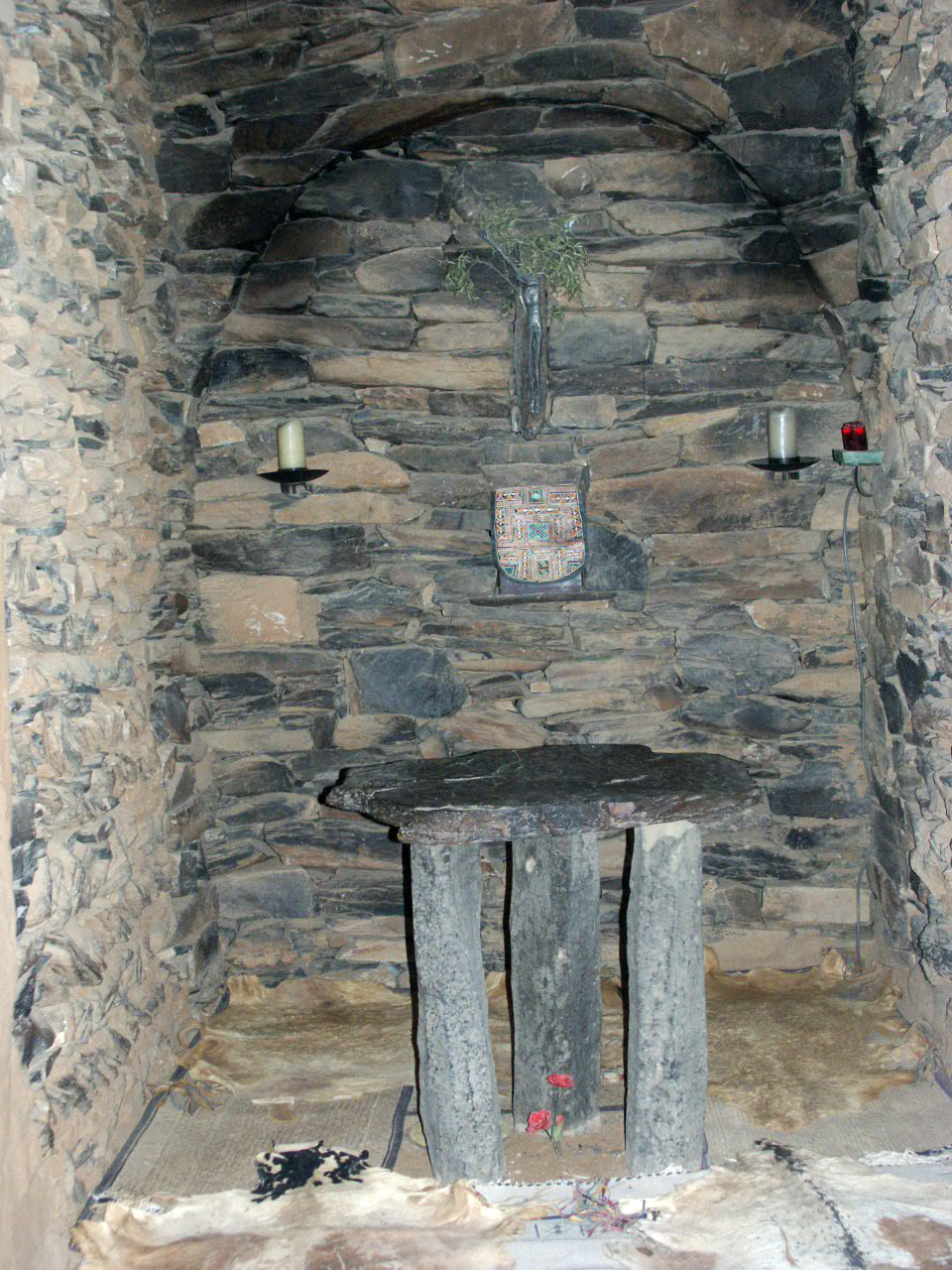
مكان عزلة شارل في جبال أسكرام في جنوب الجزائر
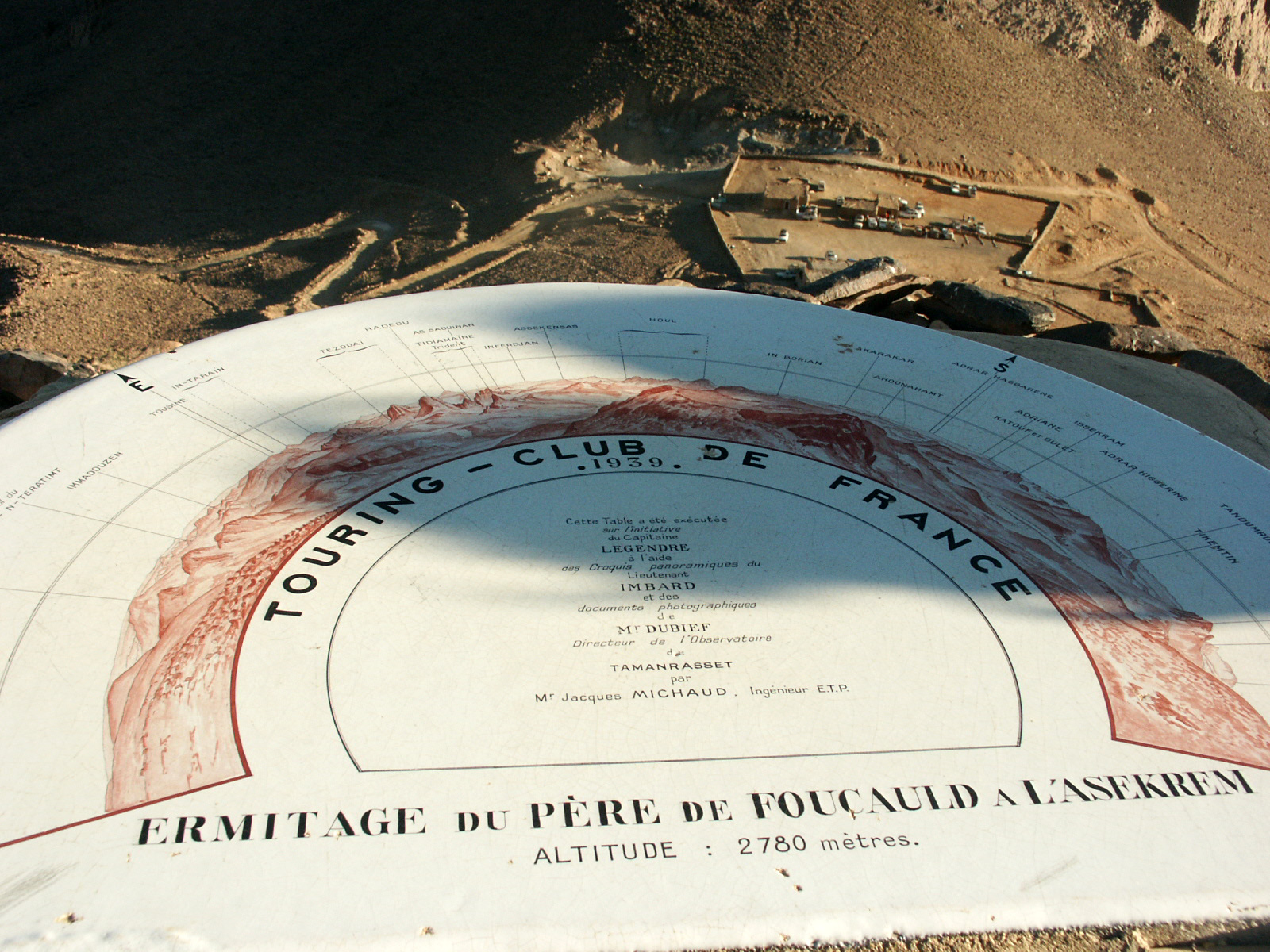
في جبال أسكرام في جنوب الجزائر
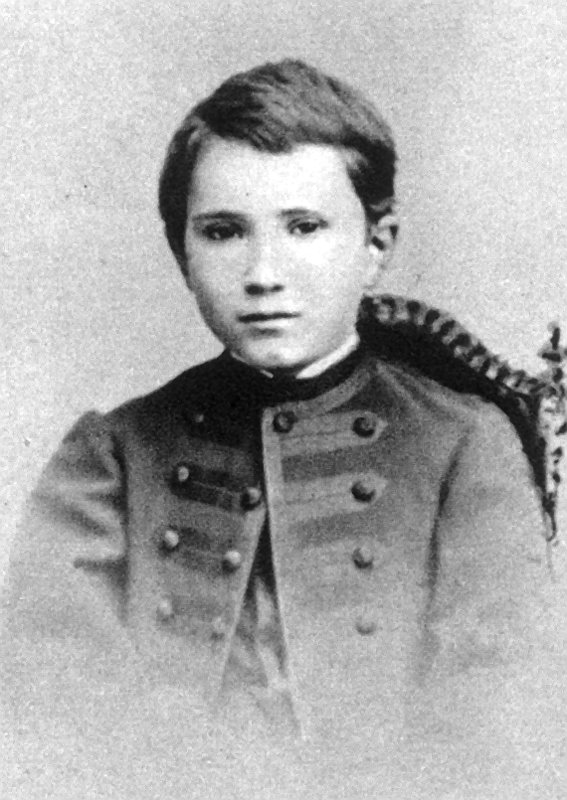
في عمر 14 سنة
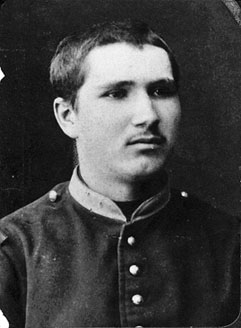
شارل كضابط
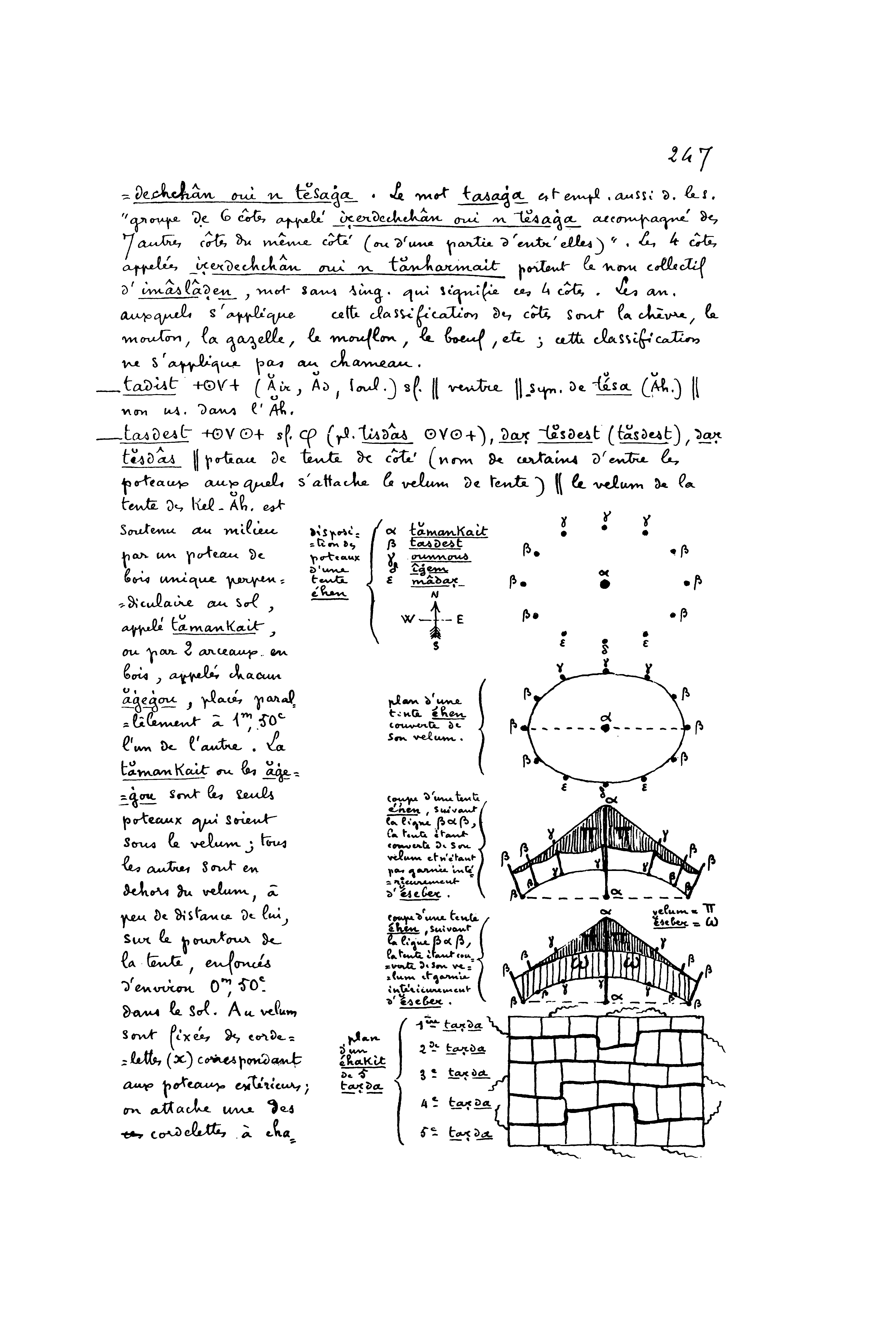
صفحة من القاموس الفرنسي- الطارقي لشارل دو فوكو.

## أعماله
- الاعتراف في المغرب، 4 مجلدات. باريس: شالاميل 1883-1884 م.
- قاموس طارقي - فرنسي، لهجة كل آهقار، 4 مجلدات. المطبعة الوطنية الفرنسية 1951-1952 م- Dictionnaire touareg-français, Paris, Imprimerie nationale, 4 tomes (réédition L'Harmattan, 2005).
- نصوص نثرية طارقية، (لهجة كل آهقار)، باريس، كاربونيل، ألفه معهA. de Motylinski ، عام 1922 م-Avec Adophe de Calassanti-Motylinski, Textes touareg en prose (dialecte de l’Ahaggar), Paris, Carbonne.
- القاموس الموجز طارقي - فرنسي، لهجة كل آهقار، مجلدان، نشر من قبل رينيه باسيت، الجزائر- كاربونيل، 1918-1920 م-Dictionnaire abrégé touareg-français (dialecte de l’Ahaggar), publié par René Basset, Alger, Carbonnel, 2 tomes.
- ملاحظات من أجل دراسة قواعد اللغة الطارقية (لهجة كل آهقار)، نشر من قبل رينيه باسيت، الجزائر- كاربونيل، 1920 م- Notes pour servir à un essai de grammaire touarègue (dialecte de l’Ahaggar), publiées par René Basset, Alger, Carbonnel.
- قواعد وحوارت وقاموس طارقي، من تأليف A. de Motylinski، نشر من قبل رينيه باسيت، نقحه وأكمله شارل دو فوكو، 1908 م- Grammaire, dialogues et dictionnaire touaregs / A. de Motylinski par René Basset, revus et complétés par le P. de Foucauld 1908.
- القاموس الموجز طارقي - فرنسي للألفاظ الخاصة (لهجة كل آهقار)، نشر من قبل أندريه باسيت، باريس - لاروز، 1940 م- Dictionnaire abrégé touareg-français des noms propres (dialecte de l’Ahaggar), publié par André Basset, Paris, Larose.
- شارل دو فوكو (تقديم: Salem Chaker, Marceau Gast et Hélène Claudot) نصوص نثرية طارقية، آكس أون بروفانس، إديسود، 1984 م، منقحة وموسعة إعادة إصدار لنسخة شارل دو فوكو الصادرة عام 1922 م- 1930- Textes touaregs en prose (بالفرنسية). Aix-en-Provence: Édisud. 1984. p. 360. ISBN:2857443900. {{استشهاد بكتاب}}: الوسيط غير المعروف |auteurs= تم تجاهله (help) and الوسيط غير المعروف |lien éditeur= تم تجاهله (help) réédition revue et complétée de Foucauld 1922.
- شارل دو فوكو،(تقديم: Dominique Casajus)، أغاني الطوارق، باريس، إصدارات ألبين ميشيل، طبعة ثانية جزئية لطبعة شارل دو فوكو عام 1925- Chants touaregs. Spiritualités (بالفرنسية). Paris: Éditions Albin Michel. 1997. p. 344. ISBN:978-2-226-09432-2. LCCN:2001318092. {{استشهاد بكتاب}}: الوسيط غير المعروف |auteurs= تم تجاهله (help), الوسيط غير المعروف |isbn2= تم تجاهله (help), and الوسيط غير المعروف |lien éditeur= تم تجاهله (help) réédition partielle de Foucauld 1925-1930.
- قصائد طارقية، لهجة آهقار، مجلدان. باريس: لورو 1925-1930 م- Poésies touarègues (dialecte de l’Ahaggar), Paris, Leroux, 2 tomes.

## روابط خارجية
- شارل دو فوكو على موقع الموسوعة البريطانية (الإنجليزية)